# Abisara suffusa
Abisara suffusa är en fjärilsart som beskrevs av Moore 1882. Abisara suffusa ingår i släktet Abisara och familjen Riodinidae. Inga underarter finns listade i Catalogue of Life.